# Кампания по вскрытию мощей

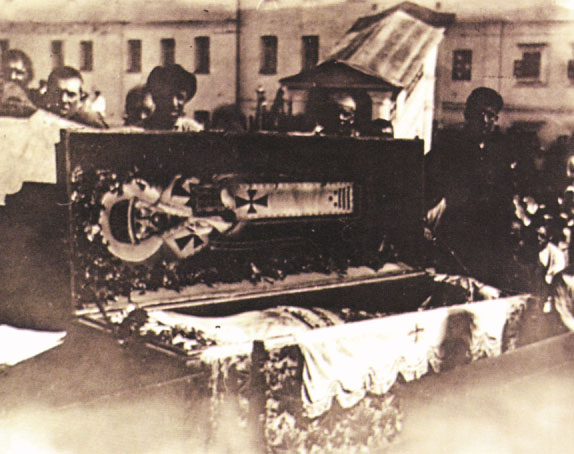
Вскрытие мощей святителя Германа Казанского

Кампания по вскрытию мощей — кампания по вскрытию, изъятию и ликвидации мощей, проводившаяся в РСФСР, а затем в СССР с 1918 по конец 1920-х годов, являвшаяся частью масштабного плана советской власти по ослаблению и дискредитации Русской православной церкви, по формированию в народе путём «разоблачений» недоверия к священнослужителям, по искоренению почитания мощей, которые рассматривались большевиками как «орудие для затемнения сознания трудящихся», а также как средство извлечения доходов храмами и монастырями. Кампания шла в русле реализации декрета от 23 января 1918 года «Об отделении церкви от государства и школы от церкви», для проведения которого в жизнь был создан Ликвидационный V (позже VIII) отдел Народного комиссариата юстиции РСФСР во главе с П. А. Красиковым. Заняла центральное место в программе мер общегосударственного уровня, направленной на выполнение установки VIII съезда РКП(б) (1919) о «полном отмирании религиозных предрассудков» и Церкви. Пик кампании пришёлся на 1919—1920 годы. К 1922 году публичные вскрытия мощей почти прекратились, но во время изъятия церковных ценностей при отобрании у Церкви серебряных рак и ковчегов производилось множество неофициальных вскрытий, зачастую без надлежащих протоколов. Последние публичные вскрытия мощей состоялись в конце 1920-х — начале 1930-х годов. Судьба многих мощей, изъятых из храмов в советскую эпоху, до сих пор неизвестна.
Как отмечал протоиерей Георгий Митрофанов: «Для Православной Церкви эта кампания имела чрезвычайно тяжёлые последствия как с точки зрения проведения большевистским режимом репрессий против духовенства и активных мирян, так и с точки зрения репутационных потерь, особенно среди приверженного полуязыческому ритуализму крестьянского населения».

## История
22 октября 1918 года в связи с осуществлением Декрета об отделении церкви от государства и школы от церкви, при приёме на учёт богослужебного имущества Александро-Свирского монастыря в Олонецкой губернии, была вскрыта рака с мощами Александра Свирского. Согласно сообщению в журнале «Революция и церковь» («отчёт VIII-го отдела Народного комиссариата юстиции РСФСР Съезду Советов»), «в литой раке, весящей более 20 пудов серебра, вместо „нетленных“ мощей Александра Свирского была обнаружена восковая кукла», однако после было выяснено что тело было настоящим. Тут же заработала пропаганда, потребовавшая прекратить «поповский обман». 20 декабря этого же года мощи были вывезены из Александро-Свирского монастыря.
Согласно Отчету VIII отдела Народного комиссариата юстиции Съезду Советов, Большой советской энциклопедии и советскому историку Плаксину, весть о находке в Александро-Свирском монастыре, переданное коммунистической прессой во все, даже отдаленные углы Советской России, вызвало крайнее смущение, как среди церковнослужителей, так и среди простого населения. Поэтому в многолюдных собраниях резолютивным путем трудящиеся стали требовать освидетельствования всех мощей. После чего начались вскрытия мощей по всей стране. Руководитель антирелигиозной политики в СССР Емельян Ярославский писал в эти дни: «Не ради насмешки устанавливает Советская власть истину, не ради насмешек открывает она вековой обман монахов».
Кампания по вскрытию мощей имела пропагандистский характер и шла в русле декрета от 23 января 1918 года «Об отделении церкви от государства и школы от церкви», для проведения которого в жизнь был создан Ликвидационный V (позже VIII) отдел Народного комиссариата юстиции РСФСР (Наркомюст) во главе с Петром Красиковым. Для освещения деятельности комиссариата по инициативе Красикова и автора проекта декрета Михаила Галкина был основан антирелигиозный журнал «Революция и церковь».
16 февраля 1919 года коллегия Наркомюста приняла постановление об организации вскрытия мощей святых на территории России, был определён «порядок их инспекции и конфискации государственными органами». Согласно постановлению, само вскрытие, то есть снятие с мощей церковных облачений, должно было производиться священнослужителями в обязательном присутствии представителей местных органов Советской власти, ВЧК и медицинских экспертов. После оформления протокола вскрытия мощей, подписанного священнослужителями и медицинскими экспертами, к осмотру мощей рекомендовалось привлекать «самые широкие массы». Указывалось, что следует предоставить инициативу местам («вскрытие мощей на местах нужно приветствовать… Разрешение от центра на вскрытие не требуется»). Вскрытие мощей объяснялось советской властью «требованиями трудящихся, красноармейцев…». При скоплении публики вскрывалась рака, с мощей снимались облачения. Мощи после вскрытия выставлялись в храме в целях «раскрытия обмана». В публиковавшихся в центральных и местных газетах протоколах вскрытия внимание акцентировалось на таких, по представлению членов комиссий, отталкивающих верующих деталях, как «почерневшие кости», «отсутствие останков», «пыль», «труха». Нередко на вскрытие приглашался фотограф. Но часто даже такой «порядок» вскрытия мощей грубо нарушался.
28 января 1919 года состоялось вскрытие мощей святителя Тихона Задонского, 3 февраля — святителя Митрофана Воронежского. В феврале 1919 года состоялось 25 публичных вскрытия мощей, в основном в храмах Владимирской и Тверской губерний: благоверного князя Георгия (Юрия) Всеволодовича, благоверного князя Глеба Андреевича, благоверного князя Андрея Юрьевича Боголюбского, благоверного князя Петра (Давида) и княгини Февронии Муромских, преподобного Нила Столобенского и преподобного Макария Калязинского и других. В апреле 1919 года вскрытию подверглись 11 гробниц святых в Новгороде и Ярославле. Опасаясь паломничества, в ряде случаев вскрытые мощи перевозили в местные музеи. Так, в 1919 году мощи преподобного Феодосия Тотемского из Суморина монастыря перевезены в Вологодский музей. В ответ на вскрытие мощей верующие направляли протесты и ходатайства на имя председателя ВЦИК. На эти просьбы органы власти отвечали отказами и «разъяснениями», что мощи не признаются богослужебными предметами и, следовательно, не могут быть оставлены у «частных лиц для эксплуатации народных предрассудков».

Эти акции были расценены как действенное средство антирелигиозной пропаганды и получили полное одобрение государственных органов. Вскрытие некоторых мощей выявило малоприятный для Церкви факт «дополнения» недостающих костных останков святого вспомогательными материалами — воском, ватой и т. д. На этот шаг церковнослужителей XVIII—XIX веков побуждало неправильное понимание самого термина «нетленные мощи» как именно полностью сохранившегося, избегнувшего тления тела.

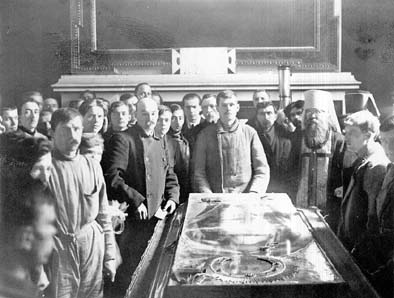
Вскрытие мощей святого Александра Невского

Советский партийный и государственный деятель В. Д. Бонч-Бруевич писал:

Когда народ пожелал познать свои собственные святыни, когда он своими дерзкими руками прикоснулся к тому, что каста жрецов для обмана темных людей запрещала касаться, освящая эти никому не нужные предметы какой-то святостью, неприкосновенностью, тогда народ увидал сам, что его обманывают и обманывали нагло, издеваясь над ним, подделывая мощи самым грубым, я бы сказал, кощунственным образом; и те, кто подделывали, знали прекрасно, что они обманывают народ, но они продолжали стоять у этих святынь, кадить, читать молебны и акафисты, и обманывали, обманывали на каждом шагу. Теперь, когда это раскрылось, народ в громадных массах отхлынул от этих святынь и от тех обманщиков, которые стояли на страже этих святынь.

17 февраля 1919 года патриарх Тихон во избежание глумления над святыми мощами и соблазна для верующих издал указ «Об устранении поводов к глумлению и соблазну в отношении святых мощей», в котором поручал епархиальному духовенству удалить все внешние включения из рак-мощевиков:
с архипастырской заботливостью и рассуждением, устранить всякие поводы к соблазну в отношении святых мощей во всех тех случаях, когда и где это признано будет необходимым.
Началась чистка гробниц с мощами. Советская власть сочла данные запоздалые действия незаконными, видя в них попытку намеренной дискредитации проводимых мероприятий по освидетельствованию мощей. За проводимые подготовительные действия, по постановлению советского правительства, церковнослужителей стали привлекать к ответственности и предавать суду.
В журнале «Революция и церковь» освещалось вскрытие мощей, в частности: Тихона Задонского и Митрофана Воронежского, Сергия Радонежского, Гавриила Белостокского и т. д.
При вскрытии мощей преподобного Саввы Звенигородского возник конфликт из-за плевка со стороны одного из членов комиссии. Из-за скандала было возбуждено судебное дело, которое в январе 1920 года слушалось в Верховном трибунале как показательный процесс; к суду были привлечены несколько человек со стороны верующих, включая обер-прокурора Святейшего синода Александра Самарина и профессора Николая Кузнецова. Сторона верующих утверждала, что красноармеец совершил кощунство, плюнув на череп святого, и «нетленные мощи были в гробнице, но они „ушли“ от недостойных очей и рук кощунников»; а сторона комиссии утверждала, что он сплюнул на пол возмущённый обманом, когда вместо нетленных мощей увидел лишь кости. Трибунал, назвав Самарина и Кузнецова «сознательными вождями той идеологии, с которой пролетариат борется не на жизнь, а на смерть, беспощадно…» приговорил их к расстрелу, но так как накануне смертная казнь была отменена, то присудил 5 лет тюрьмы. Через год, в 1921 году они были освобождены.
В июле-августе 1920 года Совнарком одобряет предложение «О ликвидации мощей во всероссийском масштабе». 25 августа 1920 года народный комиссар юстиции Дмитрий Курский подписал циркуляр или специальное постановление, в котором предлагал исполкомам местных советов:

1) … последовательно и планомерно проводить полную ликвидацию мощей, избегая при этом всякой нерешительности и половинчатости…
2) Ликвидация названного культа мёртвых тел, кукол и т. п. осуществляется путём передачи их в музеи.
3) Во всех случаях обнаружения шарлатанства, фокусничества, фальсификаций и иных уголовных деяний, направленных к эксплуатации темноты … — отделы юстиции возбуждают судебное преследование против всех виновных лиц, причем ведение следствия поручается следователям по важнейшим делам при отделах юстиции или Народном Комиссариате Юстиции и самое дело разбирается при условиях широкой гласности.
В конце 1920 года в журнале «Революция и церковь» был опубликован отчёт VIII (ликвидационного) отдела Наркомюста Съезду Советов со сводкой о вскрытий 63 мощей, произведённых в 1918—1920 годы. В 1922 году в журнале «Революция и церковь» был опубликован отчёт V (ликвидационного) отдела Наркомюста, в котором описаны ещё двое мощей, вскрытых в конце 1920 года и не вошедших в предыдущий отчет: в Белгороде — Иосафа Горленко и в Саровской пустыни — Серафима Саровского.
Судебно-медицинский эксперт П. С. Семеновский в 1920 году писал, что в большинстве случаев от трупов святых остались только черепа и крупные трубчатые кости, как вообще наиболее противостойкие гнилостному разрушению; лицевые кости, мелкие трубчатые и крупные пластинчатые кости совершенно истлели. В 12 случаях при вскрытии мощей обнаружены более или менее хорошо сохранившиеся мумифицированные трупы. В зависимости от давности происхождения этих мумий, условий их образования и хранения, — трупы-мумии представляли далеко неодинаковую картину. В некоторых случаях высохшая кожа сохранилась на значительной поверхности трупа, в других же она облекала только некоторые части трупа. Но на всех мумиях, на той или другой части туловища, кожа носит явные следы разрушения. Последнее наиболее резко выражено на задней поверхности трупа, где циркуляции воздуха при высыхании трупа не было и вследствие этого мягкие части трупа сгнили. Кроме того, на некоторых мумиях даже мелкие кости, например, ступней совершенно истлели. Мышцы, органы грудной и брюшной полостей или совершенно истлели или имели вид тонких сухих пластинок, или тяжей.
Врач, профессор Николай Семашко в 1922 году писал о мощах следующее: «Из всех способов затемнения народного сознания самым гнусным и возмутительным является, несомненно, спекуляция с трупными остатками, так называемыми „мощами“. В противоположность другим религиозным заблуждениям, здесь мы имеем дело в громадном, подавляющем большинстве случаев с прямым, сознательным шарлатанством. Об этом вопиет каждая история не только открытых, но и неоткрытых (так сказать, забракованных) мощей. В целях поддержания в народных массах суеверий, выгодных для богатых и духовенства, мумифицированные трупы использовываются под названием мощей и выдаются за нетленные остатки людей святой жизни».
Советский религиовед Крывелев И. А. писал, что в результате вскрытия рак с 63 мощами, ни в одной из них не было обнаружено никаких «нетленных» мощей. Было несколько случаев, когда во вскрытой гробнице обнаруживались почти целые мумифицированные трупы. Это могло бы дать церковнослужителям основание утверждать, что здесь как раз и подтверждается нетление соответствующего угодника; однако очень непригляден был вид почти чёрных мумий с присохшей к скелету кожей, тем более, что некоторые органы мумифицированных трупов все же оказывались сгнившими. Советский религиовед Н. С. Гордиенко писал, что 63 вскрытия, среди которых не оказалось не одного обнаружения «нетленных (в церковном понимании) мощей», глубоко потрясли народные массы; а эти наглядные разоблачения вынудили духовенство на время прекратить разговоры о нетлении мощей святых. Гордиенко писал, что словосочетание «святые нетленные мощи» постепенно стало входить в оборот в РПЦ, и стало частым в употреблении, например, на страницах журнала ЖМП в 1970-е годы.
По мнению историка А. Н. Кашеварова, выступлений против советской власти в связи с вскрытием и ликвидация мощей не было. Как подчеркивалось в Отчёте VIII отдела Народного комиссариата юстиции в 1920 году, «осмотр мощей по городам советской России был произведен без каких-либо эксцессов и волнений на этой почве».

На обновленческом «Всероссийском поместном священном соборе» 1923 года в том числе обсуждался вопрос об отношении к мощам и к их вскрытию. С докладом выступил протоиерей Александр Боярский: 
В некоторых монастырях были также случаи, что монахи сначала находили «нетленные мощи», а потом уже придумывали, какому «угоднику» их приписать. Кроме того, церковь промышляла ещё на частицах мощей. Монахи и архиереи, князья церкви, стремясь побольше сорвать с доверчивых богомольцев, прибегали к самому грубому надувательству. Так, вместо нетленного тела Тихона Воронежского, оказался голый череп, увенчанный митрой, вместо грудной клетки — железный каркас, кости рук и ног обтянуты чулками. Кости Питирима Тамбовского, оказались залитыми воском. Сделано это было для того, чтобы получилось впечатление, будто в гробу действительно лежит человек. Для создания более удобной почвы для эксплуатации верующих сооружались драгоценные гробницы, в которые помещали несколько костей. Так, в раке Александра Невского, в Петрограде, было  найдено 12 небольших костей разного цвета (значит от разных мощей). К тому же в раке оказалось 2 одинаковые кости одной правой ноги. Небезызвестный Антоний Храповицкий соорудил в Житомире для головы мученицы Анастасии целую раку, обошедшуюся 260 зол. рублей.

В разных храмах церковники показывают большое количество от мощей Авраама, Исаака, Иакова, избиенных вифлеемских младенцев, всех апостолов, волосы Христа, млеко Богородицы и т. д.
Доклад о мощах был одобрен собором, а после него было принято следующее:
1. Мощами по учению Св. Церкви являются останки св. угодников Божиих, которые почитаются нами за их праведную жизнь.
2. Собор осуждает всякую фальсификацию нетленности, каковые факты ясно установлены в революционное время.
3. Во избежание могущей быть и впредь фальсификации мощей — предавать их земле.
4. Сущие останки святых по вскрытии держать в простоте и на вскрытии.
5. Кости и другие реликвии недоуменного происхождения на поклонение не выставлять, а предать земле[38].

Некоторые ковчежцы и раки после освидетельствования с участием представителей церкви попали в государственные музеи, о судьбе многих, изготовленных из драгоценных металлов, больше ничего не было известно (например, 29 марта 1922 года из Донского монастыря была разобрана и изъята многопудовая серебряная рака святителя Алексия Московского). В 1922 году было произведено вскрытие мощей, находящихся в Киево-Печерской лавре. Мощи, как артефакты, затем помещались под стеклянные витрины различных музеев, как правило, музеев атеизма или местных краеведческих музеев. Мощи святителя Иоасафа Белгородского, изъятые в 1921 году, были отправлены в Москву в анатомический музей Наркомздрава для ознакомления населения с феноменом тела, прекрасно сохранившегося с середины XVIII века, что объяснялось действием климатических условий места его погребения. Только в 1919—1920 годах было произведено вскрытия 63 мощей святых, многие почитаемые церковью останки святых были уничтожены или серьёзно пострадали.
К 1922 году кампания исчерпала себя. 12 мая 1922 года была вскрыта рака Александра Невского. В это время вскрыли мощи Иннокентия Иркутского (раньше это помешала сделать Гражданская война) и католического мученика Анджея Боболи (Полоцк). Согласно данным «Православной энциклопедии», кроме публичных вскрытий мощей, были непубличные, обычно происходили они во время изъятия церковных ценностей. Последние публичные вскрытия мощей «Православная энциклопедия» относит к «концу 1920-х — началу 1930-х гг.», но упоминает при этом лишь вскрытие мощей Анны Кашинской в Кашине в январе 1930 года. Встречаются упоминания, что в 1932 году при закрытии церкви Воскресения Словущего на Крутицком подворье в Москве из неё планировалось изъять мощи князя Даниила Московского, но те неожиданно исчезли, возможно, их скрыли верующие. Последним вскрытием мощей на территории России было вскрытие мощей блаженного Киприана Суздальского 20 февраля 1938 года в селе Воскресенском Лежневского района Ивановской области. В годы Великой Отечественной войны немецкие власти передали верующим Киево-Печерскую лавру со множеством мощей в пещерах. Советские власти в 1946—1948 годы вернули Русской православной церкви мощи примерно 10 святых.
Во время хрущёвской антирелигиозной компании Советское правительство предлагало и более суровые меры: «В Совете по делам РПЦ были убеждены в нецелесообразности сохранения мощей в музеях, предлагали их изъять, собрать в одном месте (желательно в Москве или в музее религии и атеизма) и уничтожить».